# Christine Maria Jasch
Christine Maria Jasch (née le 7 novembre 1960 à Vienne) est une économiste, auteure et expert-comptable autrichienne,.

## Vie et carrière
Christine Jasch fait ses études à Vienne. Elle s'inscrit en 1979 au département d'économie de l'Université de Vienne et à l' Université des Ressources Naturelles et des Sciences de la Vie de Vienne (Universität für Bodenkultur Wien (de), BOKU). En 1984, elle s'inscrit dans un Studium Irregulare d'Économie Écologique. Elle devient expert-comptable en 1989 et responsable d'audit du règlement EMAS (Eco Management and Audit Scheme) de l'UE en 1995. En 1990, elle fonde l'IÖW de Vienne (Institut für ökologische Wirtschaftsforschung, soit Institut pour le management environnemental), sur le modèle de celui de Berlin créé cinq ans plus tôt. En 1999, elle est qualifiée pour le poste de professeur en Gestion de l'Environnement et d'Économie au BOKU. 
Depuis 2011, est responsable de l'audit des rapports de développement durable et de la certification des systèmes de management environnemental pour les services Changement climatique et Durabilité de Ernst & Young,  à Vienne.

## Recherches et enseignements
Le travail de Jasch se concentre sur le rapprochement entre les problématiques environnementales et de développement durable et les outils d'analyse économique. Son travail inclut l'évaluation des coûts environnementaux et le reporting en matière de durabilité. Son travail à l'IÖW inclut des développements méthodologiques ainsi que la mise au point de directives pour l'utilisation d'outils de management environnemental.
Ses travaux concernent l'évaluation de la performance environnementale, les indicateurs de durabilité, les systèmes d'information et de gestion intégrés, la comptabilité environnementale et de développement durable, la comptabilité des coûts de flux de matière, l'évaluation d'impact, la normalisation ISO pour la gestion de l'environnement, le reporting de développement durable, les sustainable product service system, l'investissement socialement responsable et les technologies propres.
Depuis 1993, elle négocie pour le compte du ministère autrichien de l'environnement les standards ISO 14001 (système de management environnemental), ISO 14031 (évaluation de la performance environnementale) et ISO 14041 (comptabilité des coûts des flux de matière).
En tant que présidente du groupe Durabilité de la chambre Autrichienne des Comptables et Auditeurs, elle fonde en 2000 le Prix Autrichien du reporting du développement durable (ASRA) qui est décerné depuis en coopération avec divers partenaires.
De 2000 à 2006, elle a été membre du Groupe de Travail sur la Comptabilité de la Gestion de l'Environnement de l'organisation des Nations Unies. Elle a écrit pour eux un livre sur les principes et procédures d'audit en gestion de l'environnement qui lui a servi de base pour rédiger le document d'Orientation sur la comptabilité environnementale de l'IFAC publié en 2005. L'ONUDI utilise cette approche, la combine avec les Systèmes de Management Environnemental et de Technologies Propres et définit ainsi des arguments et un guide de référence pour la protection de l'environnement et la réduction des coûts par l'amélioration de l'efficience dans l'utilisation des ressources. En Autriche, la législation nationale pour la mise en œuvre du système d'échange de quotas d'émission de l'UE implique la présence dans l'équipe d'audit (avec un ingénieur de procédé et un chimiste) d'un expert-comptable qualifié pour le suivi des données. Christine Jasch a été désignée pour ce poste en 2005 et travaille sur les audits carbone avec TUEV Autriche. 
D'avril 2008 à 2013, elle a été membre du conseil d'administration de oekostrom AG. Elle a donné ou donne des conférences à l' Université des Ressources Naturelles et des Sciences de la Vie, de Vienne, l'Université de Klagenfurt, l'Université des Sciences Appliquées de Wiener Neustadt Campus de Wieselburg, l'Université des Sciences Appliquées de Kufstein, l'Université des Sciences Appliquées de Technikum à Vienne et à l'Université du Danube de Krems.

## Livres
- "Environmental Management Accounting for Cleaner Production", Schaltegger, S., Bennett, M., Burritt, R.L., Jasch, C.M. (Eds.) Springer 2008,  (ISBN 978-1-4020-8913-8)
- "Life Cycle Design A Manual for Small and Medium-Sized Enterprises", Behrendt, S., Jasch, C., Peneda, M.C., Weenen, H. van (Eds.), Springer 1997,  (ISBN 978-3-642-64551-8)